# McDonald’s

A McDonald’s a világ országaiban

A McDonald’s Corporation a világ egyik legnagyobb gyorsétteremlánca. Az üzletek túlnyomó része nem a cég tulajdonában van, hanem franchise rendszerben működik. Ennek lényege, hogy az egyes éttermeket alvállalkozók létesítik és üzemeltetik, amelyek számára a McDonald’s mint anyacég ellenérték fejében engedélyt ad a védjegyeinek használatára, különböző szolgáltatásokra és az üzletviteli know-how alkalmazására. A cég részvénye egyike annak a harminc részvényből álló pakettnak, amelyből a Dow Jones ipari átlagot számítják.

## Története
Az USA-ban az olcsó hamburger a nagy gazdasági világválság idején lett népszerű étel. Egy testvérpár, Richard és Maurice McDonald, 1937-ben hot dogot és hamburgert kezdett árusítani. Az üzlet olyan jól ment, hogy 1940-ben a kaliforniai San Bernardinóban McDonald’s néven éttermet nyitottak. Hamar kiderült, hogy bevételeik zöme nem a hot dogból, hanem a hamburgerek eladásából származik, így a továbbiakban már csak ezt árusították. Az ötvenes évek gazdasági-társadalmi fellendülése nyomán az amerikai hamburgerfogyasztás egyre tömegesebbé vált, és a testvérpárhoz csatlakozó Ray Kroc, aki később meghatározó szerepet játszott a franchise-hálózat kiépítésében és cégvezető lett, Chicago Des Plaines nevű külvárosában 1955. április 15-én megnyitotta McDonald’s nevű gyorséttermét.
A cég 1971 óta van jelen Európában: első egységüket Hollandiában nyitották meg, majd Nyugat-Németország következett.
Jelenleg Európában csak Izlandon, Albániában, Montenegróban, Észak-Macedóniában és San Marinóban nincs McDonald’s étterem. 32 évi működés után Oroszországból is kivonul a cég, feladva 850 étteremből álló teljes ottani hálózatát. A döntés hátterében Oroszország Ukrajna ellen indított háborúja áll. Izlandról és San Marinóból 2009-ben távozott, miután ottani egységei csődbe mentek. A Balkánon üzemeltetési nehézségek és a tulajdonosi háttér ellenőrizhetetlensége miatt függesztette fel működését.
A cég a The Coca-Cola Companyvel áll szerződésben, ezért üdítőitalokból 1955 óta csak ilyen termékeket árusít, 2007 óta azonban néhány amerikai étteremben a PepsiCo termékei is kaphatók.
2020 novemberében a McDonald’s bejelentette, hogy McPlant néven egy növényi alapú szendvicset vezetnek be, emellett további növényi alapú termékeket fejlesztenek ki, amelyek kiterjednek a csirkepótlókra és a reggeli szendvicsekre. Ezt a bejelentést a Beyond Meat növényi alapú burgerpogácsájának sikeres tesztelése után tették. A McPlant 2022 januárjától kapható Egyesült Királyságban, a 2021. októberi tesztek után pedig már Írországban is kapható. Mind az Egyesült Királyságban, mind Írországban a burger vegán – köszönhetően annak, hogy nem csak a burgerpogácsa növényi alapú, hanem a szendvicsszósz és a sajt is vegán a szendvicsben. A McPlant nem vegán, hanem vegetáriánus változatban (nem vegán sajttal és tojás alapú majonézzel) kapható Ausztriában, Németországban és Portugáliában. Emellett a Hollandiában kapható változat sem vegán – az ottani változatban ugyanakkor a szenvicsszósz vegán, de a sajt nem.
A McPlantből, annak sikerének köszönhetően, 2023 januárjától az Egyesült Királyság és Írország összes McDonald’s éttermében árusítani kezdtek egy dupla burgerpogácsás változatot is Double McPlant néven. Németországban búza- és borsófehérjéből készült McPlant Nuggetseket is árul a McDonald’s.

## A McDonald’s Magyarországon
A külföldi érdekeltségű, amerikai típusú gyorsétteremláncok közül elsőként a McDonald’s tört be a magyar piacra. Az első helyszín még a Kádár-rendszer végén, 1988. április 29-én nyílt meg Budapesten, a belvárosi Régi posta utcában. A szendvicsek alapanyagait a Bábolnai Mezőgazdasági Kombinátban létesített háttérüzem gyártotta és szállította, Burgert Róbert vezérigazgató személyes felügyelete mellett. A nyitáskor, amelyet hatalmas várakozás előzött meg, 15-féle termékből lehetett választani, a Big Mac (a legdrágább szendvics) 43 Ft-ba került. Az azóta eltelt évtizedekben több mint száz McDonald’s-étterem nyílt. Az amerikai lánc hamar kiszorította a magyar City Grill hálózatot, amely 1984 és 1994 között működött, és igen népszerű volt.
A legegyedibb és legszebb McDonald’s éttermet a Nyugati pályaudvar mellett alakították ki, az egykori vasúti étkezde műemlék épületében, az ország második gyorséttermeként, 1990-ben. Ekkor nyílt meg az első vidéki egység is, Győrben.
A McDonald’s elsőként vezette be a drive-in szolgáltatást, McDrive néven: a gépkocsiban ülő vásárlónak nem kell kiszállnia ahhoz, hogy megkapja az ételt, mert a megrendelés, fizetés és kiszolgálás az étterem melletti, speciálisan kialakított autóbehajtóra nyíló konyhai ablaksoron át történik. Az első ilyen McDrive-ot Magyarországon ugyancsak 1990-ben adták át, Óbudán. A kültéri gyermekjátszótér bevezetése hasonlóképpen újdonságnak számított.
Az étteremlánc később McCafé nevű kávézóhálózattal bővült, amelyből 37 nyílt az országban.
Az ötvenedik hazai McDonald’s étterem átadására 1996-ban került sor, a századik pedig Győrben, 2009. augusztus 28-án nyílt meg, a város harmadik gyorséttermeként.
A Balatonnál az első éttermüket 1994-ben adták át, Siófokon. Ez volt az első kisvárosi Meki. A kilencvenes évek közepén Balatonalmádiban is működött McDonald’s étterem, a nyári idényben, de csődbe ment. Helyette Keszthelyen, majd 2015-ben Balatonlellén nyílt étterem.
A cég rendszeresen felülvizsgálja éttermeit, és amelyik veszteséges, azt bezárják. Ezért szűnt meg a balatonalmádi egység, majd 2014-ben négy budapesti egységük, 2015-ben pedig még egy fővárosi mellett Budakeszin, Pécsett és Békéscsabán. 2020-ban visszatért a McDonald’s a békési megyeszékhelyre, ahol ezúttal az egyik legmodernebb hazai éttermét adta át a cég. A turisztikailag frekventált helyeken és a nagyvárosi bevásárlóközpontokban újabb éttermek nyíltak, például a pécsi Árkádban (2014) és Balatonlellén (2015). Gyöngyösön 2018 júniusa óta lehet mekizni. 2021-ben Pápán, az Interspar mellett nyílt új étterem, év végén pedig Ózdon adták át a McDonald’s kilencvenhatodik hazai éttermét, a legkorszerűbb felszereltséggel. 2022-ben több új étterem nyílt: januárban Kisvárdán (ez az első olyan egység, amely húszezer fő alatti településen létesült), tavasszal a Velencei-tónál, az M7-es autópálya mellett (a százegyedik hazai egység), nyáron Baján, valamint Szombathelyen, a város északi részén, a Minerva lakópark közelében (a belvárosban már régebb óta működik egy étterem), októberben Kazincbarcikán, decemberben pedig Vácott, a Diadal téren. 2024-ben dinamikusan folytatódott az étteremhálózat terjeszkedése: tavasszal Esztergomban (a régi autóbuszállomás helyén), nyáron a budapesti Allee bevásárlóközpontban, majd Maglód és Rákoskert között, a főváros határán, év végén pedig Mátészalkán és Hatvanban nyílt egy-egy McDonald’s étterem. Százhalombatta és Kiskunhalas sem marad Meki nélkül: az itteni éttermeket 2025 második felében fogják átadni. Balassagyarmaton is tervezik egy étterem létesítését.
A londoni bejegyzésű McDonald’s Europe Ltd. 2019. február 15-én üzletrész-adásvételi szerződést írt alá a cég magyar filiáléjának, a McDonald’s Magyarország Kft.-nek Scheer Sándorra történő átruházásáról.
Az átruházás utáni első új egység 2020. január 22-én nyílt meg Gödöllőn. A kétsávos autós éttermet már a legkorszerűbb külső- és belsőépítészeti tervek alapján, a „Jövő Élménye” koncepció jegyében építtette Scheer Sándor. Szintén a Scheer-féle Progress Étteremhálózat Kft. létesített ugyanebben az évben az M1-es autópálya osztrák határhoz közeli részén, a mosoni pihenőhelyen, az autópálya két oldalán egy-egy modern egységet (Mosonmagyaróváron már régebb óta működik egy étterem). A békéscsabai új étterem ugyancsak a Progress beruházásában valósult meg. Ez a cég végzi a már meglévő egységek látványos korszerűsítését is, hogy kívül-belül megfeleljenek a mai igényeknek.
A McDonald’s 2023-ban 113 éttermet üzemeltetett Magyarországon, közel felét a fővárosban.

## Védjegyei
A cég számos márkavédjeggyel rendelkezik, többek között:
- „M” logó (sárga színű, ívesen formált, figuratív betűembléma)
- „Ronald McDonald” nevű bohócfigura

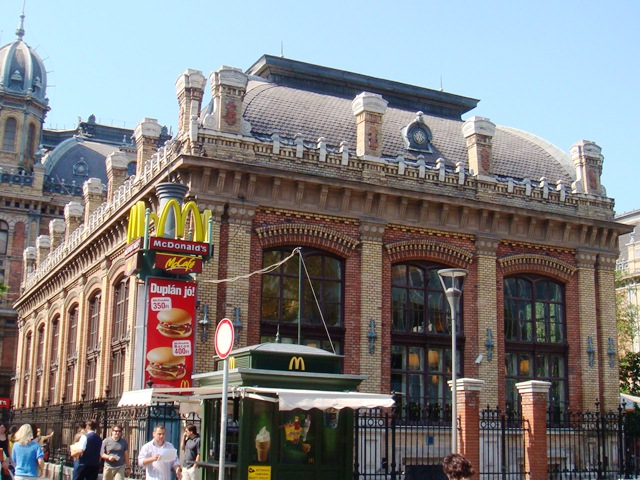
A Nyugati pályaudvarnál lévő egység

- Big Mac
- McPlant
- McDrive
- Fry Boys
- Fry Girls

## Statisztika
- Éttermek száma világszerte: 38 695 (2019-ben).[24]
- Forgalom világszerte: napi 69 millió vevő (2020). [25]
- Egy egységre vetített átlagos napi vevőszám: 1783.[forrás?]
- Alkalmazottak száma világszerte: 1,7 millió (2005).[forrás?]
- Magyarországon 2023-ban 113 McDonald’s étterem működik.[26]

## Kritika
- Az Egyesült Királyságban az eddigi leghosszabb polgári peres eljárást (az ún. McLibel-pert, 1994–97) két zöldaktivista ellen folytatták le, állítólagos „érdeksértő” szórólapjuk miatt. A felperes a McDonald’s volt. A multicég megnyerte a pert, de a feljebbviteli eljárásban több hiányosságukat is elismerték.
- A McDonald’s termékeinek egészségügyi ártalmait, üzletpolitikájának káros következményeit mutatja be a Super Size Me című 2004-es amerikai dokumentumfilm.[27]